# Snow Patrol
Snow Patrol is een Noord-Ierse/Schotse alternatieve-rockband, bestaande uit voorman Gary Lightbody (zanger, songwriter en gitarist), Johnny McDaid (bassist en achtergrondzang, gitarist, toetsenist) en Nathan Connolly (gitaar en achtergrondzang). Vanaf september 2023 gaat de band door als trio zonder Quinn en Wilson.
Oorspronkelijk opgezet in Dundee, werkt de band nu vanuit Glasgow. De eerste drie albums, de ep Starfighter Pilot en de studioalbums Songs for Polarbears en When It's All Over We Still Have to Clear Up waren commercieel niet succesvol en werden uitgebracht door de independent platenlabels Electric Honey en Jeepster. De albums waren in het indiegenre te plaatsen. Toen de band naar het majorlabel Fiction onder Interscope verhuisde, bracht het in 2003 het album Final Straw uit, dat met de viervoudige platinastatus werd bekroond, ondersteund door de single Run die de vijfde positie in de Britse UK Singles Chart behaalde. Door het in 2006 uitgebrachte Eyes Open, waarop de band meer richting de alternative en de powerpop ging, brak de band definitief door. Singles als Chasing Cars en Shut Your Eyes behaalden hoge posities en bivakkeerden lange tijd in de hitlijsten, net als het album. Na jarenlange toeren besloot de band tot een pauze, maar toch bracht het in de herfst van 2008 het vijfde album A Hundred Million Suns uit met Take Back the City als leadsingle. Hiervan werd de tweede single Crack the Shutters een hit in de Nederlandse Top 40. In november 2009 werd het compilatiealbum Up to Now uitgebracht, met het door techno-beïnvloede Just Say Yes, waarmee de band met de eerste positie haar piek in Nederland bereikte. In november 2011 kwam het zesde album Fallen Empires uit. Na een stilte van 7 jaar, waarin frontman Gary Lightbody depressief en alcoholverslaafd was, gaf in mei 2018 het album Wildness uit.
Wereldwijd heeft de band ruim elf miljoen albums verkocht, waarvan Eyes Open het meest succesvolle is.

## Doorbraak

### Oorsprong (1994—2003)

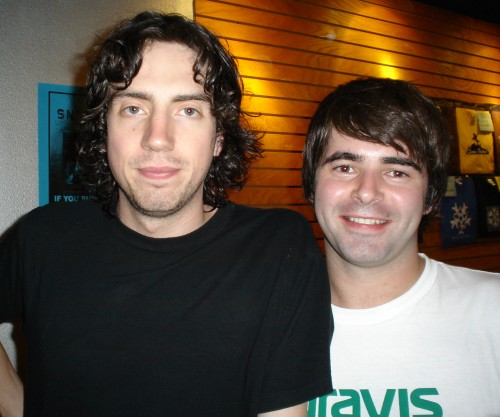
Gary Lightbody en Mark McClelland, oprichters van de band

Eind 1994 begonnen de Noord-Ieren Gary Lightbody, Michael Morrison en Mark McClelland aan de Universiteit van Dundee, in Schotland de band Shrug. De studenten traden met deze band op op de universiteit en de pubs rondom het gebied. Het eerste ep, Yoghurt vs. Yoghurt debate getiteld, was een klein succes. In 1995 besloten ze de naam te veranderen naar Polar Bear en kort hierna verliet drummer Morrison de band en keerde hij terug naar Noord-Ierland. In de zomer van 1997 bracht Polar Bear via het Electric Honey platenlabel Starfighter Pilot uit, een ep waar drie nummers op stonden. Vanwege een naamconflict met een andere band uit de Verenigde Staten, geleid door Jane's Addiction's ex-bassist Eric Avery, was de band gedwongen de naam opnieuw te veranderen. Een vriend van de groep bedacht de naam, die de groep altijd al Snow Patrol noemde, ook in de periode dat de band Polar Bear heette. Jonny Quinn uit Noord-Ierland sloot zich toen aan en werd de permanente drummer van de groep.
De band bracht het volgende ep-single Little Hide uit via Jeepster Records. De tweede single One Hundred Things You Should Have Done in Bed werd een kleine indiehit. Beide singles werden hevig gepromoot door Jeepster waarbij de videoclip op de single werden gezet en Snow Patrol voor het eerst op de televisie was te zien. De band bracht via Jeepster het eerste studioalbums uit: Songs for Polarbears uit 1998 en When It's All Over We Still Have to Clear Up uit 2001, beide opgenomen in Glasgow. In 2001 startte Lightbody een supergroep met leden van het Jeepster-label, waaronder Mogwai en Belle & Sebastian en bracht samen met hen twee albums uit.
Snow Patrol bereikte met de uitgebrachte albums kritieke succes maar faalden commercieel en de band begon de relatie met het label te evalueren en voelde dat Belle & Sebastian alle aandacht kreeg en er weinig voor Snow Patrol werd gedaan om de band door te laten breken. Vanwege het lage succes van de band en de minimale steun van het label kwam de financiële situatie van de band onder spanning te staan en leidde het tot de verkoop van Lightbody's cd-verzameling om zijn huur te kunnen betalen.

### Final Straw(2003—2005)
Nadat de contractontbinding met Jeepster was voltooid, tekende de band bij het mainstreamlabel Polydor. In 2003 brachten ze het derde album Final Straw uit, geproduceerd door Jacknife Lee. Met het album proefde Snow Patrol voor het eerst aan succes met de derde single Run. Het nummer debuteerde op de vijfde plaats in de Britse UK Singles Chart en hiermee begonnen de vergelijkingen met Coldplay. De opvolgers Chocolate en Spitting Games (een heruitgave) behaalden de top 30.
Het album werd in het Verenigd Koninkrijk ruim een anderhalf miljoen keer verkocht en heeft vijf maal de platina status bereikt. In Nederland behaalde het album de 49ste plek als de hoogste positie en in de Verenigde Staten was het de nummer een in de Top Heatseekers, de lijst met potentiële succesvolle albums. In de Billboard 200 reikte het tot de 91ste positie en werd het album met goud bekroond.
Op 16 maart 2005 verliet McClelland de band. Aan het einde van de maand was een vervanger gevonden in de vorm van Paul Wilson, het voormalige lid van Terra Diablo. Daarnaast werd tourneetoetsenist Tom Simpson toegevoegd als definitief lid.
In 2005 werd de band door U2's frontman Bono persoonlijk gevraagd als openingsact mee te gaan op het Vertigo Tour in Europa. De band stemde in en stopte hiervoor de tournee Final Straw om deze na de Vertigo-tournee te hervatten in de Verenigde Staten. In deze zomer speelde de band ook een kleine set voor Live 8 in Londen. Na hun taken als openingsact en het toeren ter promotie van het derde album, nam de band een tijdje rust en begon het te schrijven aan en het opnemen van een opvolger. In december van dat jaar werd een cover van John Lennon's Isolation uitgebracht als onderdeel van Amnesty International's Make Some Noise-campagne waarin nummers van Lennon werden gebruikt om mensenrechten te promoten.

### Eyes Open(2006—2007)

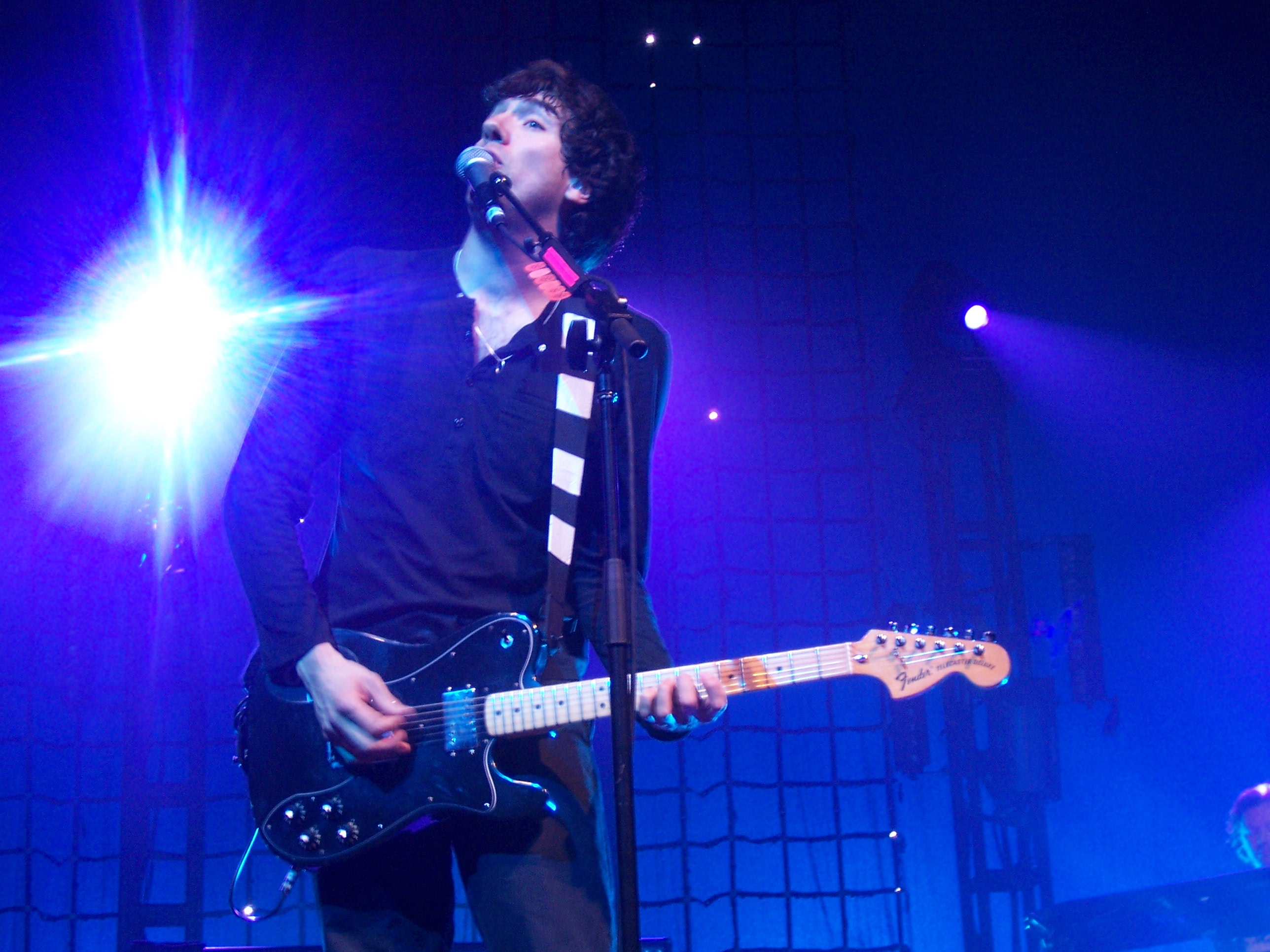
Snow Patrol op Madison Square Garden tijdens de tournee Eyes Open

In 2006 rondde de band de opnames van het vierde studioalbum af en werd in april van dat jaar Eyes Open uitgebracht met You're All I Have als leadsingle. Dit nummer deed het commercieel goed en behaalde de zevende plek in de Britse lijsten, ondersteund door grote promotie van BBC Radio 1. Voor de Verenigde Staten werd het nummer Hands Open gekozen als eerste single. Het nummer Chasing Cars werd in deze periode gebruikt in de emotionele slotscène van de laatste aflevering van Grey's Anatomy's tweede seizoen. Dit zorgde voor grote populariteit van het nummer, dat door downloads de Amerikaanse lijsten binnenkwam en de verschijning van Hands Open overstemde. Dit besloot het label om het nummer als derde single uit te brengen. Chasing Cars werd de meest succesvolle single van de band en bereikte in veel landen de top 10. In de Nederlandse Top 40 deed het echter weinig (nummer 28) maar in de Single Top 100 bereikte het de achtste positie. In de Vlaamse Ultratop 50 bereikte het zelfs de derde plaats. De single was een nummer met een lange adem, het verbleef 58 weken in de Single Top 100, 90 weken in de UK Singles Chart en 34 weken in de Ultratop 50.
De band was gedwongen een groot gedeelte van de Amerikaanse tournee ter promotie van het album uit te stellen nadat er een poliep op Lightbody's stembanden werd ontdekt en het hem niet lukte te genezen na een rustperiode die werd verkregen door het annuleren van drie tourneedata. Het werd op tourneegebied een moeilijk jaar voor de band waarin vele data niet doorgingen vanwege uiteenlopende redenen, waaronder de geplande aanslagen op trans-Atlantische vliegtuigen, het te laat arriveren van bagage en een blessure van Wilson.
In november werd bekendgemaakt dat Eyes Open het best verkochte album van het jaar was met een verkoopaantal van 1.6 miljoen kopieën; het versloeg hiermee onder andere Take That's comebackalbum Beautiful. In de Verenigde Staten werd het album in dat jaar ruim een miljoen maal verkocht en bereikte het de platina status, mede doordat het album gedurende vijftien weken in de top 25 van de Billboard 200 verbleef, gesteund door het succes van Chasing Cars.
Het succes vervolgde in Vlaanderen, waar de band in 2007 een hit scoorde Shut Your Eyes dat drie weken op de eerste positie stond en 23 weken in de Ultratop 50 verbleef. De single erna deed het wat minder, het duet Set the Fire to the Third Bar met Martha Wainwright kwam slechts tot de 41ste positie. Ondertussen nam de band de soundtrack van Spider-Man 3 op, Signal Fire. Het was de in de hitparades best scorende single van de band, met in het Verenigd Koninkrijk en Ierland respectievelijk de vierde en de tweede plek.
Op 7 juli 2007 trad de band op in het kader van het Live Earth-benefietconcert in het Verenigd Koninkrijk. Simpson werd kort na het optreden gearresteerd omdat hij afwezig was op een rechtszaak waarin hij werd aangeklaagd op verdenking van cocaïnebezit.

### A Hundred Million Suns(2008—2009)

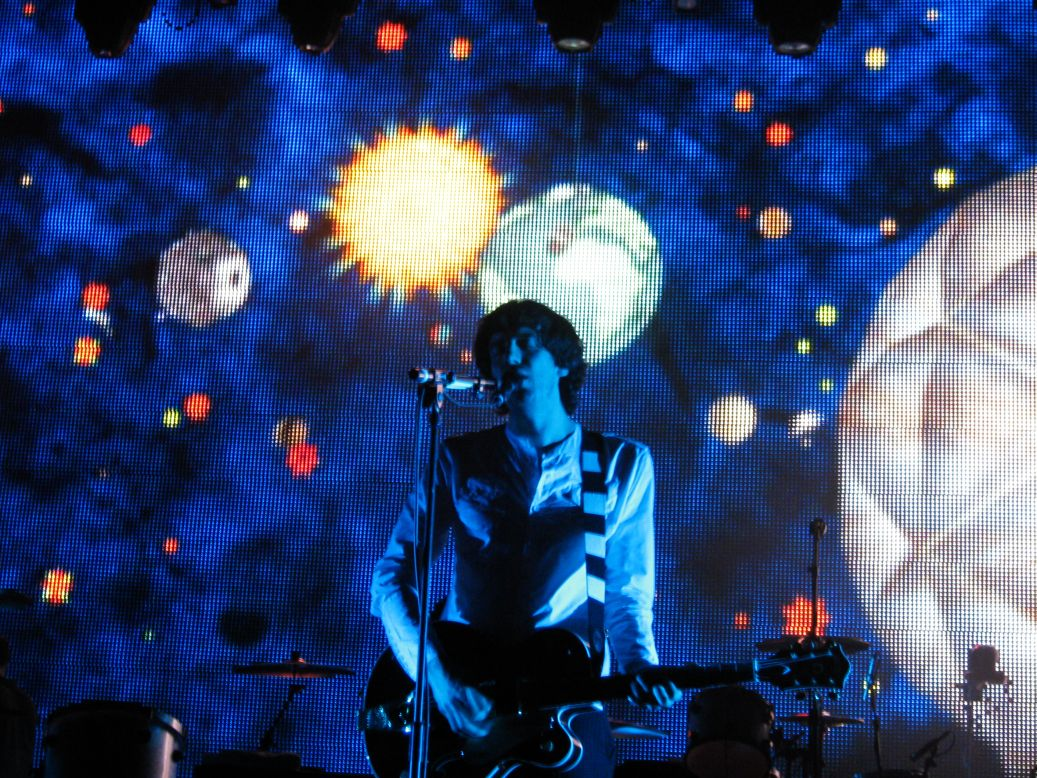
Zanger Gary Lightbody tijdens de Taking Back the Cities Tour met op de achtergrond het universum in origami, het thema van het album.

De band was van plan om na Eyes Open het een beetje rustiger aan te doen na jaren van toeren. Echter, begin 2008 maakte Lightbody bekend dat ze bezig waren aan een opvolger met Lee opnieuw als producer. Het album, A Hundred Million Suns kwam in oktober uit en debuteerde in de meeste landen in de top 10. Ter promotie van het album werd er getoerd in de kleinere zalen van Groot-Brittannië. De single Take Back the City haalde de top 40 niet in Nederland, maar kwam wel tot de zesde positie in het Verenigd Koninkrijk.
Eind 2008 bracht zangeres Leona Lewis haar interpretatie van Run uit. Hierdoor kwam het origineel van Snow Patrol de Singles Chart weer op 28 binnen. Omdat Chasing Cars deze lijst opnieuw binnenkwam op 65, zorgde het ervoor dat de band tegelijkertijd drie singles van drie verschillende albums in de UK Singles Chart had staan.
Tweede single Crack the Shutters werd begin 2009 uitgebracht deed het matig in het Verenigd Koninkrijk, maar werd in Nederland door 538 uitgeroepen tot Alarmschijf en bereikte de veertiende plek in de Nederlandse Top 40. De derde Britse single werd eind januari bekendgemaakt: If There's a Rocket Tie Me to It en flopte in haar geheel door geen enkele hitlijst te behalen.
De UK & Ireland Arena Tour startte in februari en hierna speelde de band naast Oasis tijdens het Coca-Cola Zero Festival en deed hierna festivals in Europa aan. Tijdens de 40e editie van Pinkpop verzorgde Snow Patrol het afsluitende concert op de maandag. In een interview op het festival onthulde de band dat het nieuw materiaal zou lanceren tegen het einde van het jaar als een brug tussen A Hundred Million Suns en een nog te verschijnen nieuw album. In mei werd The Planets Bend Between Us als vierde en laatste single gekozen. In april becommentarieerde Lightbody op de veroordeling van The Pirate Bay-eigenaren door te zeggen dat zij deze straf niet verdienen.

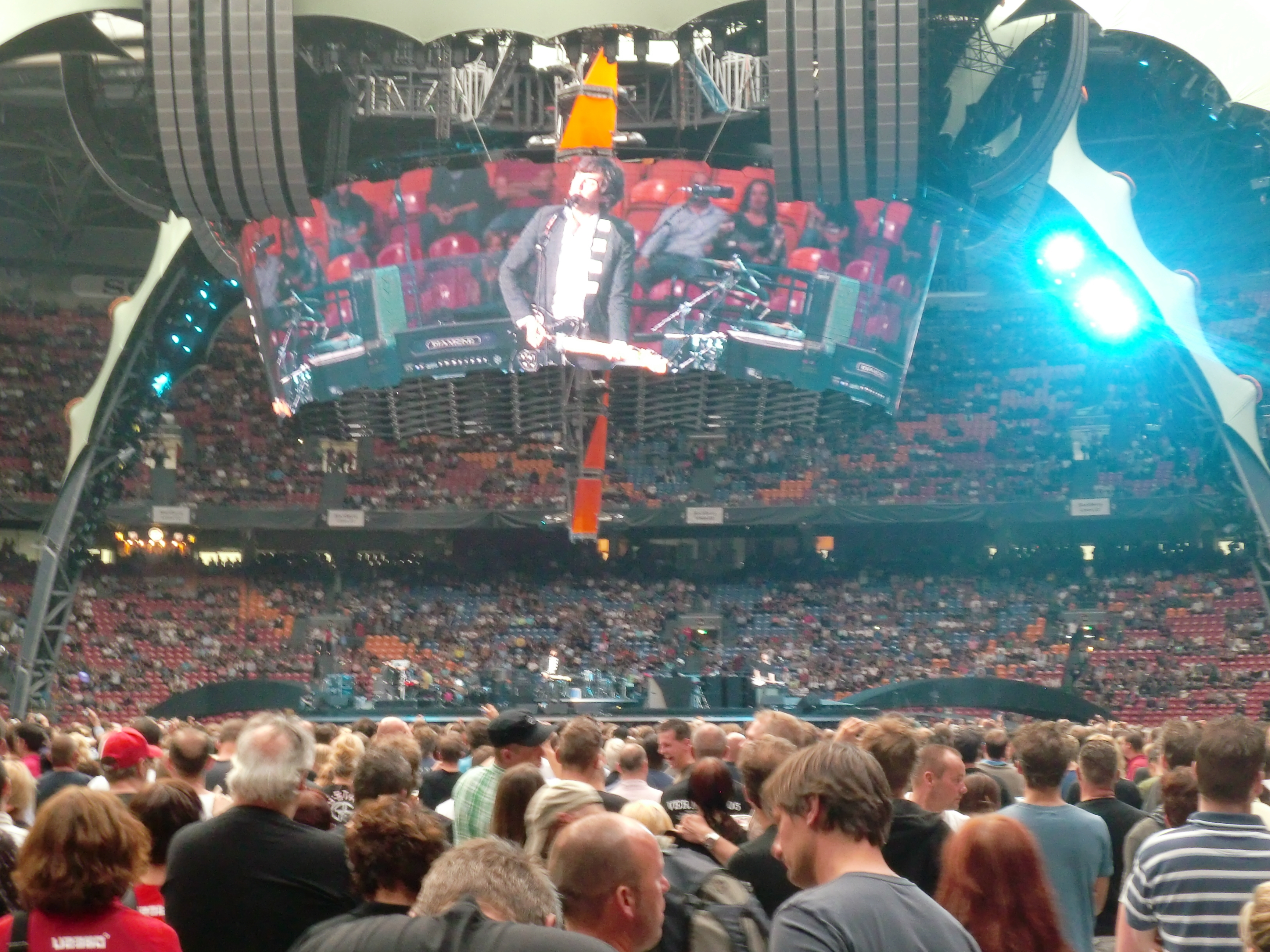
Snow Patrol als voorprogramma van U2 (360° Tour) in de Amsterdam ArenA.

Na de festivaltournee begon de band als support act van Coldplay. Op 20 en 21 juli trad de band opnieuw op in het voorprogramma van een U2-tournee, ditmaal ter promotie van het album No Line on the Horizon in de U2 360° Tour en deed het de Amsterdam ArenA aan. In de nacht van 21 op 22 juli gaf de band een geheim concert voor prijswinnaars ter promotie van de vierde Nederlandse single If There's a Rocket Tie Me to It.

### Up to Now en Reworked Tour (eind 2009)
In augustus 2009 werd bekend dat de band in november en december een tournee door Groot-Brittannië zou beginnen waarbij de nadruk op vroegere nummers, nummers van de Reindeer Section en nieuwe interpretaties van hits gelegd zou worden. Kort daarna werd bekend dat er een bijbehorend album in de maak was met Just Say Yes als de eerste single. Het album Up to Now verscheen op 9 november en bevatte singles, non-singles, B-kanten en nummers van the Reindeer Section. Just Say Yes bereikte in de Single Top 100 de tweede en in de Top 40 de eerste positie, waarmee het de hoogste notering van de band in Nederland is. Na het succes van het nummer werden Run en Chocolate opnieuw uitgebracht, afkomstig van het compilatiealbum.

### Tired Pony en Fallen Empires (2010—2012)
De band maakte beginnetjes met het zesde studioalbum, waarmee het een niveau hoger wil en dat volgens Connolly een andere richting gaat. De eerste stap werd eerder gezet met Just Say Yes, waarmee het de technokant opging. Ook waren twee soloprojecten van Lightbody gepland: het elektronische Listen... Tanks! en het op country georiënteerde Tired Pony, een samenwerking met onder anderen Archer, Lee en Peter Buck van R.E.M., dat in juli 2010 werd uitgebracht en kritisch en commercieel goed ontvangen werd. Het eerstgenoemde project is uitgesteld.
Tegen het einde van dat jaar concentreerde de band zich samen met Jacknife Lee in Malibu op de opnames van het nieuwe album. In juni maakte Lightbody via zijn tumblr-pagina bekend dat het album Fallen Empires af was en gemixt werd en op 21 juli ging de single Called Out in the Dark in première, met sterke synthrock en elektronische invloeden. De tweede single van het album  This Isn't Everything You Are kwam op 3 oktober uit en op 11 november werd het album uitgebracht, dat het eerste album van de band is dat op de eerste positie in de Nederlandse Album Top 100 terechtkwam. Het album was van alle albums het langste waaraan gewerkt werd en ook met de langste speelduur. Eind december kwam in onder andere Nederland en het Verenigd Koninkrijk In the End als derde single uit, terwijl andere landen New York voorgeschoteld kregen. De band speelde tijdens en opende ondertussen ook 3FM Serious Request 2011 in Leiden en Music For Life 2011 in Gent. Eind februari 2012 stond de band in de Lotto Arena in Antwerpen, België en begin maart deed het Ahoy Rotterdam aan voor een dubbelconcert. De opvolger van het album was reeds gereed met materiaal dat tijdens de opnames van Fallen Empires werd opgenomen, maar een verschijningsdatum nog onbekend.

### Wildness (2018) - heden
Een opvolger voor Fallen Empires liet lang op zich wachten. Dit zevende studioalbum was aanvankelijk gepland voor 2016, maar moest worden uitgesteld vanwege een schrijversblok van Lightbody. Reeds geschreven nummers werden geschrapt. In januari 2018 werd het album uiteindelijk aangekondigd. Het kreeg de titel Wildness en verscheen in mei van dat jaar. De eerste single ervan, Don't give in, werd vooral een grote hit in Vlaanderen.
In september 2023 werd aangekondigd dat Jonny Quinn en Paul Wilson de band verlaten om zich op andere projecten te richten. Voorlopig gaat Snow Patrol door als trio.

## Bandleden
| (September 1994 - 1996) "Shrug"        | - Gary Lightbody — leadzang, gitaar, piano - Mark McClelland — basgitaar, achtergrondzang - Michael Morrison — drums |
| (1996 - 1997) "Polarbear"              | - Gary Lightbody — leadzang, gitaar, piano - Mark McClelland — basgitaar, achtergrondzang |
| (1997 - eind 2002) "Snow Patrol"       | - Gary Lightbody — leadzang, gitaar, piano - Mark McClelland — basgitaar, achtergrondzang - Jonny Quinn — drums, percussie |
| (Eind 2002 - maart 2005) "Snow Patrol" | - Gary Lightbody — leadzang, ritmisch gitaar, piano - Nathan Connolly — leadgitaar, achtergrondzang - Mark McClelland — basgitaar - Jonny Quinn — drums, percussie |
| (Maart 2005 - 2011) "Snow Patrol"      | - Gary Lightbody — leadzang, ritmisch gitaar, piano - Nathan Connolly — leadgitaar, achtergrondzang - Paul Wilson — basgitaar, achtergrondzang - Jonny Quinn — drums, percussie - Tom Simpson — keyboards, samples                                                               |
| (2011 - 2013) "Snow Patrol"            | - Gary Lightbody — leadzang, ritmisch gitaar, piano - Nathan Connolly — leadgitaar, achtergrondzang - Paul Wilson — basgitaar, achtergrondzang - Jonny Quinn — drums, percussie - Tom Simpson — keyboards, samples - Johnny McDaid — keyboards, ritmisch gitaar, achtergrondzang |
| (2013 - 2023) "Snow Patrol"            | - Gary Lightbody — leadzang, ritmisch gitaar, piano - Nathan Connolly — leadgitaar, achtergrondzang - Paul Wilson — basgitaar, achtergrondzang - Jonny Quinn — drums, percussie - Johnny McDaid — keyboards, ritmisch gitaar, achtergrondzang                                    |
| (2023 -) "Snow Patrol"                 | - Gary Lightbody — leadzang, ritmisch gitaar, keyboards, piano, drums, percussie - Johnny McDaid — basgitaar, ritmisch gitaar, achtergrondzang, keyboards - Nathan Connolly — leadgitaar, achtergrondzang                                                                        |

### Tourneebezetting
- Richard Colburn — drums, percussie (1996-1997, 2008-heden)
- Tom Simpson – keyboards, samples (1997-2012)
- Iain Archer — gitaar, toegevoegde songwriter (2001-2003)
- Miriam Kaufmann — achtergrondzang (2006-2007, 2008-heden)
- Lisa Hannigan — achtergrondzang (2007)
- Graham Hopkins — drums, percussie (februari 2007)

## Discografie

### Albums
| Album met eventuele hitnotering(en) in de Nederlandse Album Top 100 | Datum van verschijnen | Datum van binnenkomst | Hoogste positie | Aantal weken | Opmerkingen             |
| ------------------------------------------------------------------- | --------------------- | --------------------- | --------------- | ------------ | ----------------------- |
| Final Straw                                                         | 04-08-2003            | 08-05-2004            | 49              | 10           |                         |
| Eyes Open                                                           | 01-05-2006            | 06-05-2006            | 6               | 88           | Platina                 |
| A Hundred Million Suns                                              | 27-10-2008            | 01-11-2008            | 8               | 59           | Goud                    |
| Up to Now                                                           | 09-11-2009            | 14-11-2009            | 5               | 74           | Verzamelalbum / Platina |
| Fallen Empires                                                      | 11-11-2011            | 19-11-2011            | 1(1wk)          | 34           |                         |
| Wildness                                                            | 25-05-2018            | 02-06-2018            | 5               | 9            |                         |
| The Forest Is the Path                                              | 13-09-2024            | 21-09-2024            | 3               | 1            |                         |

| Album met hitnotering(en) in de Vlaamse Ultratop 200 albums | Datum van verschijnen | Datum van binnenkomst | Hoogste positie | Aantal weken | Opmerkingen          |
| ----------------------------------------------------------- | --------------------- | --------------------- | --------------- | ------------ | -------------------- |
| Eyes Open                                                   | 2006                  | 13-05-2006            | 9               | 76           |                      |
| A Hundred Million Suns                                      | 2008                  | 01-11-2008            | 16              | 24           |                      |
| Up to Now                                                   | 2009                  | 14-11-2009            | 8               | 50           | Verzamelalbum / Goud |
| Fallen Empires                                              | 2011                  | 19-11-2011            | 4               | 50           | Goud                 |
| Snow Patrol                                                 | 2012                  | 11-08-2012            | 135             | 3            |                      |
| Wildness                                                    | 2018                  | 02-06-2018            | 2               | 29           |                      |
| Reworked                                                    | 2019                  | 16-11-2019            | 95              | 2            |                      |
| The Forest Is the Path                                      | 2024                  | 21-09-2024            | 12              | 2            |                      |

### Singles
| Single met eventuele hitnotering(en) in de Nederlandse Top 40 | Datum van verschijnen | Datum van binnenkomst | Hoogste positie | Aantal weken | Opmerkingen                                            |
| ------------------------------------------------------------- | --------------------- | --------------------- | --------------- | ------------ | ------------------------------------------------------ |
| Run                                                           | 21-06-2004            | -                     |                 |              | Nr. 71 in de Single Top 100                            |
| Chocolate                                                     | 15-11-2004            | -                     |                 |              | Nr. 34 in de Single Top 100                            |
| You're All I Have                                             | 13-04-2006            | -                     |                 |              | Nr. 88 in de Single Top 100                            |
| Chasing Cars                                                  | 01-08-2006            | 07-10-2006            | 24              | 7            | Nr. 21 in de Single Top 100                            |
| Shut Your Eyes                                                | 20-04-2007            | 10-03-2007            | tip8            | -            | Nr. 66 in de Single Top 100                            |
| Shut Your Eyes                                                | 21-10-2007            | 24-11-2007            | 14              | 16           | heruitgave / Nr. 17 in de Single Top 100               |
| Take Back the City                                            | 13-10-2008            | 20-09-2008            | tip3            | -            | Nr. 36 in de Single Top 100                            |
| Crack the Shutters                                            | 12-12-2008            | 10-01-2009            | 14              | 11           | Nr. 36 in de Single Top 100 / Alarmschijf              |
| The Planets Bend Between Us                                   | 25-05-2009            | 30-05-2009            | tip8            | -            | 2009 Version                                           |
| Just Say Yes                                                  | 27-10-2009            | 10-10-2009            | 1(3wk)          | 23           | Nr. 2 in de Single Top 100 / Alarmschijf               |
| Run                                                           | 26-03-2010            | 27-02-2010            | 22              | 8            | heruitgave / Nr. 75 in de Single Top 100 / Alarmschijf |
| Chocolate                                                     | 23-06-2010            | 26-06-2010            | tip11           | -            | heruitgave                                             |
| Called Out in the Dark                                        | 25-07-2011            | 13-08-2011            | 10              | 10           | Nr. 12 in de Single Top 100 / Alarmschijf              |
| This Isn't Everything You Are                                 | 03-10-2011            | 08-10-2011            | tip2            | -            | Nr. 52 in de Single Top 100                            |
| In the End                                                    | 10-12-2011            | 31-12-2011            | 35              | 5            | Alarmschijf                                            |
| New York                                                      | 23-04-2012            | 16-06-2012            | tip21           | -            |                                                        |
| I won't let you go                                            | 2014                  | 08-03-2014            | tip7            | -            |                                                        |
| Don't give in                                                 | 2018                  | 31-03-2018            | tip14           | -            |                                                        |

| Single met hitnotering(en) in de Vlaamse Ultratop 50 | Datum van verschijnen | Datum van binnenkomst | Hoogste positie | Aantal weken | Opmerkingen                |
| ---------------------------------------------------- | --------------------- | --------------------- | --------------- | ------------ | -------------------------- |
| You're All I Have                                    | 2006                  | 13-05-2006            | tip9            | -            |                            |
| Chasing Cars                                         | 2006                  | 30-09-2006            | 3               | 34           | Nr. 6 in de Radio 2 Top 30 |
| Open Your Eyes                                       | 2007                  | 10-03-2007            | tip6            | -            |                            |
| Signal Fire                                          | 2007                  | 26-05-2007            | tip15           | -            |                            |
| Shut Your Eyes                                       | 2007                  | 15-09-2007            | 1(3wk)          | 23           | Nr. 1 in de Radio 2 Top 30 |
| Set the Fire to the Third Bar                        | 2008                  | 23-02-2008            | 41              | 2            | met Martha Wainwright      |
| Take Back the City                                   | 2008                  | 15-11-2008            | 32              | 8            |                            |
| Crack the Shutters                                   | 2008                  | 28-03-2009            | 42              | 3            |                            |
| Just Say Yes                                         | 2009                  | 07-11-2009            | 6               | 16           | Nr. 5 in de Radio 2 Top 30 |
| Run                                                  | 2010                  | 13-02-2010            | tip8            | -            |                            |
| Called Out in the Dark                               | 2011                  | 20-08-2011            | 7               | 23           |                            |
| This Isn't Everything You Are                        | 2011                  | 21-01-2012            | 44              | 3            |                            |
| In the End                                           | 2011                  | 31-03-2012            | 43              | 1            |                            |
| New York                                             | 2012                  | 05-05-2012            | tip16           | -            |                            |
| I'll never let go                                    | 18-06-2012            | 07-07-2012            | tip82           | -            |                            |
| Lifening                                             | 16-07-2012            | 21-07-2012            | tip5            | -            |                            |
| I won't let you go                                   | 2014                  | 05-04-2014            | tip32           | -            |                            |
| Don't give in                                        | 2018                  | 31-03-2018            | 5               | 24           |                            |
| Life on Earth                                        | 2018                  | 21-04-2018            | tip             | -            |                            |
| Empress                                              | 2018                  | 07-07-2018            | tip6            | -            |                            |
| Heal me                                              | 2018                  | 03-11-2018            | tip38           | -            |                            |

### NPO Radio 2 Top 2000
| Nummers met noteringen in de NPO Radio 2 Top 2000     | '09 | '10  | '11  | '12  | '13  | '14  | '15  | '16  | '17  | '18  | '19  | '20  | '21  | '22  | '23  | '24  |
| ----------------------------------------------------- | --- | ---- | ---- | ---- | ---- | ---- | ---- | ---- | ---- | ---- | ---- | ---- | ---- | ---- | ---- | ---- |
| Chasing Cars                                          | 342 | 90   | 49   | 63   | 56   | 80   | 93   | 76   | 78   | 95   | 102  | 94   | 98   | 103  | 107  | 107  |
| Chocolate                                             | ×   | -    | 1829 | -    | -    | -    | -    | -    | -    | -    | -    | -    | -    | -    | -    | -    |
| Crack the Shutters                                    | 732 | 1098 | 1054 | 1408 | 1237 | 1680 | -    | -    | -    | -    | -    | -    | -    | -    | -    | -    |
| Just Say Yes                                          | -   | 258  | 319  | 491  | 529  | 742  | 891  | 998  | 1141 | 1172 | 1069 | 1195 | 1299 | 1363 | 1348 | 1389 |
| Run                                                   | -   | 327  | 198  | 207  | 179  | 288  | 275  | 292  | 312  | 264  | 322  | 347  | 394  | 391  | 419  | 406  |
| Set the Fire to the Third Bar (met Martha Wainwright) | -   | -    | -    | -    | -    | -    | 1624 | 1867 | 1865 | 1909 | 1964 | -    | -    | -    | -    | -    |
| Shut Your Eyes                                        | 228 | 460  | 339  | 473  | 479  | 758  | 925  | 980  | 1084 | 1144 | 1241 | 1317 | 1371 | 1583 | 1646 | 1641 |
| This Isn't Everything You Are                         | ×   | ×    | -    | 1629 | 1806 | -    | -    | -    | -    | -    | -    | -    | -    | -    | -    | -    |

1. ↑  Een '-' betekent dat het nummer niet was genoteerd, een '×' betekent dat het nummer nog niet was uitgebracht en een vetgedrukt getal geeft de hoogste notering van een nummer aan.
2. ↑  2009 was het eerste jaar met een notering voor Snow Patrol.